# 小粥正巳
小粥 正巳（こがゆ まさみ 、1931年8月28日 - 2004年3月16日）は、東京府出身の大蔵官僚。血液型はB型。過去に、内閣総理大臣秘書官、大臣官房長、主計局長、大蔵事務次官、公正取引委員会委員長、日本開発銀行総裁、日本政策投資銀行総裁、日本経済研究所会長等を歴任。

## 来歴・人物
旧制東京都立第四中学校（現・東京都立戸山高等学校）、第一高等学校理科甲類を経て、1947年の学制改革の後、新制東京大学理科一類を受験し合格した。しかし、GHQ占領下の世相の混乱とインフレに心が揺さぶられ、意を決して行政官か法曹になるべく、翌年の春に東大文科一類を受験し直して合格した。東京大学法学部第1類（私法コース）卒業後の1956年、大蔵省入省。同期に秦郁彦、大橋宗夫（関税局長）、北村恭二（証券局長）など。
大臣官房秘書課長、近畿財務局長と主流にいたが、中曽根たっての要望で大物の内閣総理大臣秘書官として総理官邸入りした。
一橋大学法科大学院長・教授の小粥太郎は実子。

## 略歴
- 1956年4月 主税局調査課
- 1958年11月 近畿財務局理財部
- 1959年11月 高松国税局直税部
- 1960年9月 大臣官房調査課調査主任[6]
- 1962年7月 大臣官房調査課調査第一係長[7]
- 1963年7月 藤沢税務署長
- 1964年7月 証券局企業財務課長補佐
- 1967年3月 日本貿易振興会バンクーバー駐在
- 1969年7月 大臣官房秘書課長補佐（総括）[8]
- 1971年7月 銀行局総務課長補佐（総括）[9]
- 1973年7月 東京国税局間税部長
- 1974年7月 大平正芳蔵相秘書官
- 1976年12月 大臣官房参事官兼内閣官房内閣審議官（福田赳夫内閣総理大臣の指名のあった保田博の代理としておよそ一ヶ月間、総理秘書官を務めた。）
- 1977年2月 証券局資本市場課長
- 1978年6月 主計局主計官（運輸担当、郵政および電電公社担当）
- 1979年7月 大臣官房秘書課長
- 1982年6月 近畿財務局長
- 1982年11月 中曽根康弘内閣総理大臣秘書官[10]
- 1985年6月 主計局次長（筆頭）
- 1986年6月 大臣官房長
- 1988年6月 主計局長
- 1990年6月 大蔵事務次官（1991年6月にて退官）
- 1992年 公正取引委員会委員長（1996年まで）
- 1998年1月 日本開発銀行総裁（2001年1月まで、※1999年から日本政策投資銀行総裁）
- その他、近鉄取締役、日本経済研究所会長など
- 2004年3月16日 心不全のため72歳で死去[11]。同日、瑞宝大綬章を追贈。